# Castejón de Valdejasa
Castejón de Valdejasa là một đô thị ở tỉnh Zaragoza, Aragon, Tây Ban Nha. Theo điều tra dân số 2004 của Viện thống kê Tây Ban Nha (INE), đô thị này có dân số là 315 người. Diện tích đô thị này là 110 ki-lô-mét vuông.

## Biến động dân số
Nguồn:
| Biến động dân số của Castejón de Valdejasa entre 1842 và |       |       |       |       |       |       |       |       |       |      |      |      |      |      |      |      |          |
| 1842                                                     | 1877  | 1887  | 1897  | 1900  | 1910  | 1920  | 1930  | 1940  | 1950  | 1960 | 1970 | 1981 | 1991 | 1996 | 2001 | 2004 |          |
| 676                                                      | 1.037 | 1.066 | 1.066 | 1.095 | 1.061 | 1.049 | 1.102 | 1.162 | 1.068 | 902  | 581  | 452  | 397  | 351  | 324  | 315  | {{{37}}} |